# Timbang (Cigandamekar)
Timbang is een bestuurslaag in het regentschap Kuningan van de provincie West-Java, Indonesië. Timbang telt 4670 inwoners (volkstelling 2010).